# عبدالعزیز خالد
عبدالعزیز خالد (انگلیسی: Abdulaziz Khalid؛ زادهٔ ۱۷ مارس ۱۹۹۷) بازیکن فوتبال اهل بحرین است.
وی همچنین در تیم ملی فوتبال بحرین بازی کرده‌است.